# Abarelix
Abarelix, venut amb la marca Plenaxis, és un antagonista injectable de l'hormona alliberadora de gonadotropines (antagonista de la GnRH) que es comercialitza a Alemanya i els Països Baixos. S'utilitza principalment en oncologia per reduir la quantitat de testosterona produïda en pacients amb càncer de pròstata simptomàtic avançat per al qual no hi ha altres opcions de tractament disponibles.
Va ser comercialitzat originalment per Praecis Pharmaceuticals com a Plenaxis, i ara és comercialitzat per Specialty European Pharma a Alemanya després de rebre una autorització de comercialització el 2005. El medicament es va introduir als Estats Units el 2003, però es va interrompre en aquest al maig del 2005 a causa de les males vendes i d'una incidència més gran de l'esperada de reaccions al·lèrgiques greus. Tanmateix, es manté comercialitzat a Alemanya i els Països Baixos.